# Ballads 1
Ballads 1 è il primo album in studio del cantante giapponese Joji pubblicato il 26 ottobre 2018 dalla 88rising e da 12Tone Music.

## Antefatti
Nel tardo 2017, il cantante parte per l'"88rising Asia Tour" insieme ai membri dell'omonima etichetta 88rising. Durante la performance tenutasi a Kuala Lumpur in Malaysia il 9 dicembre 2017 esegue per la prima volta Wanted U, chiamata inizialmente dai fan erroneamente "I Can't Tell". Esegue dal vivo per la prima volta, il 13 febbraio 2018 a Los Angeles, il brano Yeah Right che verrà successivamente pubblicato l'8 maggio dello stesso anno. Annuncia il suo nuovo progetto, nonché primo album full-length, insieme alla pubblicazione di Slow Dancing in the Dark il 12 settembre 2018: brano che venne originariamente eseguito durante l'esibizione dal vivo al "Blurry Vision Fest" ad Oakland nel maggio del 2018.

## Pubblicazione e promozione
Slow Dancing in the Dark, secondo singolo estratto dall'album, arriva nelle prime 24 ore secondo nella classifica R&B/Soul statunitense di iTunes e secondo nelle tendenze statunitensi di YouTube.
Il 2 ottobre viene annunciata la data di pubblicazione dell'album tramite la pubblicazione del terzo singolo Can't Get Over You (brano che vede la collaborazione del produttore Clams Casino) e tramite la pagina per il preordine di Apple Music.
L'ultimo singolo promozionale Test Drive viene pubblicato il 16 ottobre 2018 accompagnato da un video musicale diretto da James Defina (conosciuto inoltre per recenti collaborazioni con Post Malone).
Il 29 ottobre 2018 viene pubblicato un video musicale per Wanted U diretto da Michael La Burt. In sostegno al nuovo album viene annunciato dall'artista il Ballads 1 Tour che vedrà tappe in Europa e in Nord America con la presenza del cantante Rei Brown.

## Accoglienza
Braudie Blais-Billie di Pitchfork ha dichiarato: 
 Dando all'album un voto di 6,7 su 10. Elias Leight di Rolling Stone ha dato all'album 3 stelle su 5, complimentandosi con la progressione dall'EP In Tongues, il cambiamento di stile musicale e con la capacità di produrre "un particolare tipo di pop autoironico".
L'album ha raggiunto il terzo posto nella classifica Billboard 200 Chart, raggiungendo inoltre il primo posto nella Billboard R&B/Hip Hop Chart.

## Tracce
Testi e musiche di George Miller, eccetto dove indicato.
1. Attention – 2:08
2. Slow Dancing in the Dark – 3:29 (testo: Miller – musica: Miller, Patrick Wimberly)
3. Test Drive – 2:59 (testo: Miller – musica: Henry Steinway)
4. Wanted U – 4:11
5. Can't Get over You (feat. Clams Casino) – 1:47 (testo: Miller – musica: Clams Casino, Roget Chahayed, Steven Bruner)
6. Yeah Right – 2:54
7. Why Am I Still in LA (feat. Shlohmo & D33J) – 3:19 (testo: Miller – musica: Henry Laufer, Djavan Santos)
8. No Fun – 2:48 (testo: Miller – musica: Jam City)
9. Come Thru – 2:33 (testo: Miller – musica: Laufer)
10. R.I.P. (feat. Trippie Redd) – 2:38 (testo: Miller, Michael Lamar White IV – musica: Miller, Ryan Hemsworth)
11. XNXX – 2:07 (Miller, John Durham)
12. I'll See You in 40 – 4:11

## Formazione
Altri musicisti
- Patrick Wimberly - sintetizzatore (traccia 2)
- Alex "BRTHR" Lee - chitarra elettrica (traccia 4)
- Diego "Yaygo" Farias - chitarra elettrica (traccia 6)
- Shlohmo - chitarra elettrica, basso (traccia 7)
- Trippie Redd - voce (traccia 10)

Produzione
- George Miller - produzione
- Patrick Wimberly - produzione (traccia 2)
- RL Grime - produzione (traccia 3)
- Clams Casino - produzione (traccia 5)
- Rogét Chahayed - produzione (traccia 5)
- Thundercat - produzione (traccia 5)
- Shlohmo - produzione (traccia 7, 9), missaggio (traccia 7)
- D33J - produzione (traccia 7)
- Jam City - produzione (traccia 8)
- Ryan Hemsworth - produzione (traccia 10)
- John Durham - produzione (traccia 11)
- Chris Athen - mastering
- Francisco "Frankie" Ramirez - missaggio
- Jenna Felsenthal - assistenza

## Classifiche

### Classifiche settimanali
| Classifica (2017-18)      | Posizione massima |
| ------------------------- | ----------------- |
| Australia                 | 17                |
| Belgio (Fiandre)          | 81                |
| Canada                    | 7                 |
| Lettonia                  | 3                 |
| Nuova Zelanda             | 10                |
| Paesi Bassi               | 44                |
| Regno Unito               | 26                |
| Svezia                    | 47                |
| Stati Uniti               | 3                 |
| Stati Uniti (R&B/Hip Hop) | 1                 |

### Classifiche di fine anno
| Classifica (2019) | Posizione |
| ----------------- | --------- |
| Islanda           | 84        |
| Classifica (2022) | Posizione |
| Lituania          | 56        |